# Batrachorhina pruinosa
Batrachorhina pruinosa là một loài bọ cánh cứng trong họ Cerambycidae.